# 馬格祖姆·米爾扎加利耶夫
馬格祖姆·馬拉托維奇·米爾扎加利耶夫（羅馬化：Mağzūm Maratūly Myrzağaliev；1978年11月7日—），是一位哈薩克斯坦政治人物。他曾經在2019年6月17日至2021年9月9日期間擔任該國生態、地質和自然資源部部長，並自2021年9月9日起出任能源部部長。

## 早年生活和教育
米爾扎加利耶夫於1978年11月7日在蘇聯哈薩克蘇維埃社會主義共和國阿拉木圖（今属哈薩克斯坦）出生，大學時期於圖蘭大學修讀國際經濟學系並在1999年順利畢業，其後更取得哈薩克斯坦外交部外交學院國際經濟學位以及由裏海國立科技和工程大學頒發的油氣田開發學位。此外他也曾經於美國與馬來西亞實習，並能說哈薩克語、俄語、英語和土耳其語。

## 仕途
米爾扎加利耶夫在1997年進入「扎爾塔斯」（Жартас）有限責任合夥公司從事經理一職，三年後轉往阿克莫拉州森林與生物資源管理領域工作，隨後又於2001年改任斯倫貝謝下屬「MI 鑽井液國際」（MI Drilling Fluids International）公司田吉茲和西西伯利亞油田鑽井液工程師，並在2004年至2007年期間先後擔任「MI 鑽井液國際」阿克套分公司商業發展經理、生產經理以及主管等職位。
2007年，米爾扎加利耶夫出任哈薩克斯坦國家石油天然氣公司下屬「田吉茲服務」有限責任合夥公司（ТенизСервис）總經理，三年後晉升至總公司擔任董事總經理，接著又於2012年轉任總公司下屬創新發展與服務項目委員會副主席。2013年10月，他獲任命出任中央政府石油和天然氣部副部長，並在2014年8月改任能源部副部長。
2019年6月17日，哈薩克斯坦第二任總統卡瑟姆若馬爾特·托卡耶夫簽署第17號總統令，正式成立生態、地質和自然資源部。接著托卡耶夫總統再簽署第19號總統令，任命米爾扎加利耶夫為生態、地質和自然資源部部長。2021年9月9日，托卡耶夫總統又簽署第655號總統令，改任米爾扎加利耶夫為能源部部長。

## 榮譽
米爾扎加利耶夫曾經於2014年、2015年和2019年分別獲得傑出勞動獎章、「為歐亞經濟聯盟創立作出貢獻」（За вклад в создание Евразийского экономического союза）II 級獎章以及「為歐亞經濟聯盟發展作出貢獻」（За вклад в развитие Евразийского экономического союза）獎章。